# Hachum

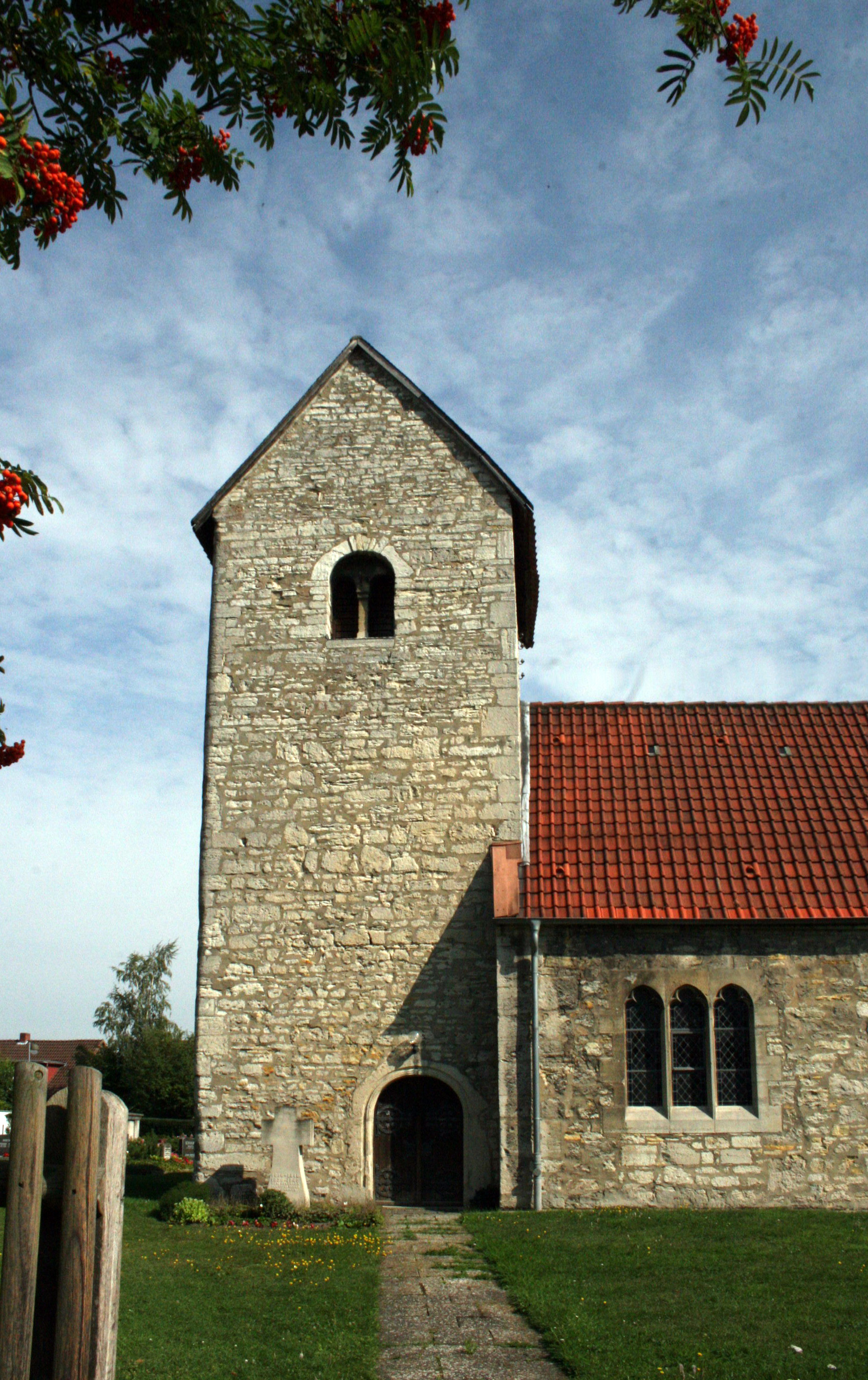
Kirchturm von Hachum von der Südseite abgelichtet (Baujahr 1333) mit romanischen Rundbogen

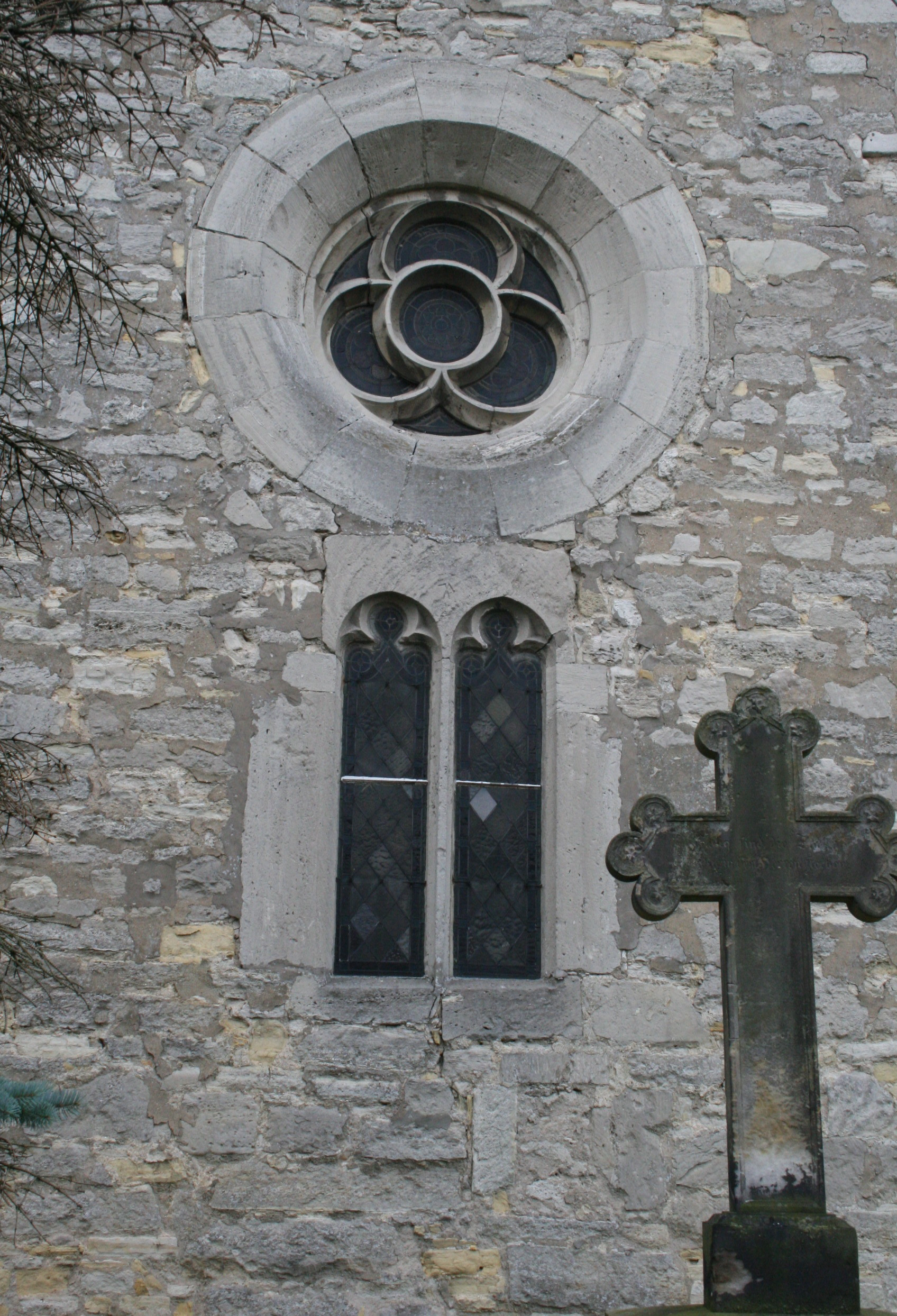
Ostseite der Hachumer Kirche mit neoromanischen Okuli und Maßwerk

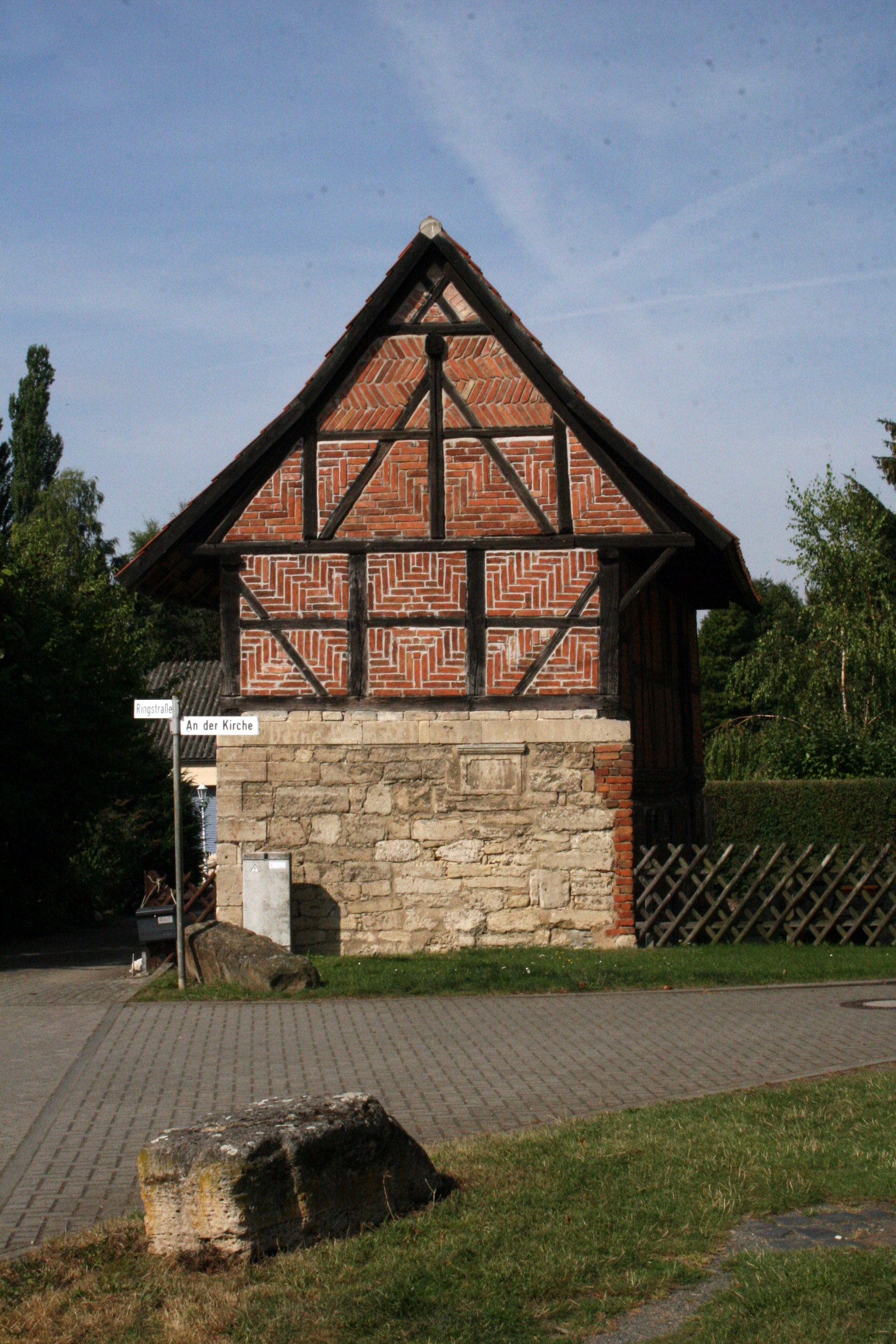
Hachumer Scheune eingetragen in der Liste denkmalgeschützter Objekte mit Elmkalkstein- und Ziegelmauerwerk (Ostseite) mit Ziegelmauerwerk in Ährenform angeordnet, dem Opus spicatum

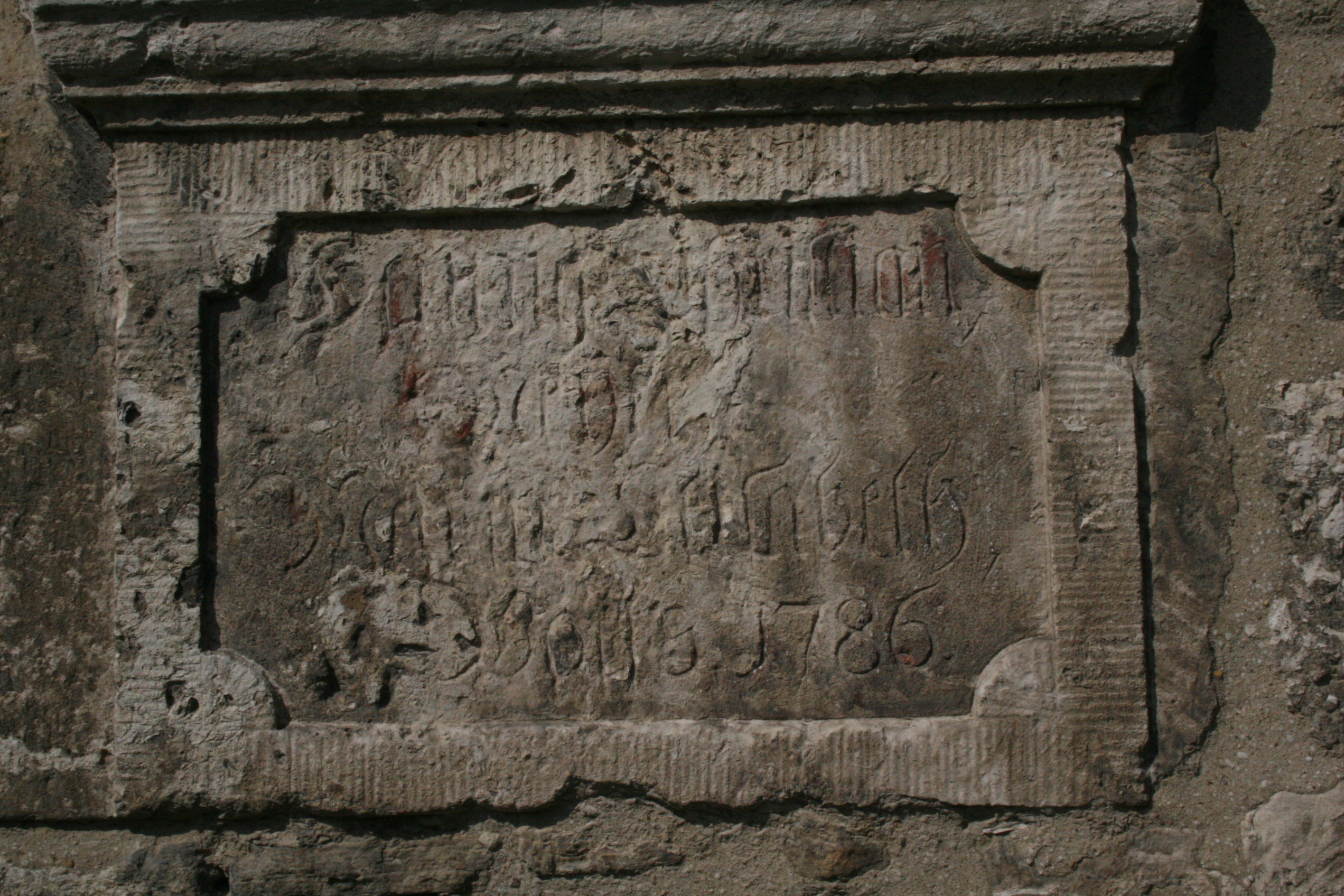
Spolie oder Baustein eingebaut in der Ostseite der denkmalgeschützten Scheune (Jahreszahl 1786)

Hachum ist ein Ortsteil von Evessen im Landkreis Wolfenbüttel  in Niedersachsen. Zu Evessen gehören die Ortsteile Gilzum und Hachum. Evessen ist Mitgliedsgemeinde der Samtgemeinde Sickte.

## Name
Das Dorf Hachum wurde erstmals 1013 als Achem erwähnt, 1170 als Haghem, 1195 als Hachem und seit 1315 ist der Ort als Hachum verschriftlicht.

## Geschichte
Hachum, so wird vermutet, ist älter als in schriftlichen Quellen vermerkt, denn im Süden des Ortes wurde eine große Grabstätte mit bronzenen Messern, Pinzetten und einem Armband gefunden, die sich in der vorgeschichtlichen Abteilung des Städtischen Museums Braunschweig befinden. Der Ort dürfte bis in die germanische Jungbronzezeit zurückreichen. Diese These wurde durch den Fund eines Steinbeils weiter erhärtet, das heute das Wappen des Ortes symbolisiert dargestellt ist.
Es wird angenommen, dass die heimische Bevölkerung ehemals sächsisch war und durch die Franken verdrängt wurde. Der Ertrag der Böden stieg durch die Arbeit der Franken an, weil diese große Landflächen rodeten und die Dreifelderwirtschaft eingeführten.

Im Jahre 1333 entstand die Dorfkirche, die aus Mauersteinen des Elmkalksteins und Erkeroder Trochitenkalks erbaut wurde. Der Erbauer war Burchard von Asseburg. Die Kirche hat einen romanischen quadratischen Turm und ein Kirchengebäude mit neoromanisch geformten Fenstern aus Elmkalkstein aus dem nahen Elm. Klöster, Stifte und Adelige besaßen im Lauf der Geschichte Felder um Hachum. Es waren dies die Edelherren von Meinersen, die Familie von Veltheim, Familie von Löneysen, die Kommende des Deutschordens aus Lucklum, das Blasiusstift und das Aegidienkloster aus Braunschweig. In der Umgebung von Hachum entstanden im Mittelalter mehrere Wüstungen. Die ländliche Bevölkerung war durch zahlreiche Abgaben und Zinsabgaben belastet, teilweise reichten die Feldgrößen zur Ernährung der Menschen nicht aus. Erst nach der Ablöseverordnung vom 20. Dezember 1834 kam es zu einer gewissen Entlastung für die Bauern, weil kleine und zersplitterte Felder zusammengelegt wurden und die Abgabenlast entfiel. In Hachum bestand nach der Zusammenlegung 1834 ein Ackerhof, ein sogenannter Vollspannerhof (mit 80 bzw. mehr Hektar Ackerfläche), ferner bestanden sieben sogenannte Halbspannerhöfe (mit 20 bis unter 80 Hektar Ackerfläche) und acht Kotsassenhöfe (mit weniger als 20 Hektar Ackerfläche). Die Größen der Höfe sagen über die Wirtschaftlichkeit letztlich nichts aus, aber die Kotsassen waren in der Regel nicht in der Lage, für den Familienunterhalt zu sorgen.
Der Ort hatte im 20. Jahrhundert einen Lebensmittelladen, eine Gaststätte und Poststelle, die in den 1950er und 1960er Jahren aufgegeben wurden. Hachum hat im Jahr 2009 eine erkennbare bäuerliche Struktur und liegt auf einem Ausläufer des Elms auf schweren Böden. Mit dem Rückgang der Bedeutung der Landwirtschaft befinden sich heute (2008) im Ort lediglich zwei Betriebe, die noch Landwirtschaft betreiben. Im Westen vor dem Ort befand sich eine Windkraftanlage, die elektrischen Strom erzeugte und im Ort ist eine Photovoltaikanlage auf einem Scheunendach mit einer Fläche von 550 Quadratmetern und einer Leistung von 55 Kilowatt aufgebaut. Ein Zimmerei-, Gartenbau- und ein Heizungsbaubetrieb sind in Hachum ansässig, die überwiegende Mehrheit der Dorfbevölkerung arbeitet außerhalb des Ortes.
Am 1. März 1974 wurde Hachum in die Gemeinde Evessen eingegliedert.

## Ort und Lage
Das Dorf Hachum ist eines der wenigen erhaltenen Ringdörfer in ländlichen Niedersachsen. Die Ringstraße in Hachum umschließt noch heute den früheren Ortskern, der teilweise mit historischen Fachwerkhäusern bebaut ist. Die innerhalb des Rings gebauten Häuser sind zumeist in der Längsrichtung in Solarrichtung aufgebaut. Wie in vielen Dörfern Niedersachsens stand Anfang des 17. Jahrhunderts in Hachum eine Windmühle. Von 1950 bis 1971 war im heutigen Dorfgemeinschaftshaus die Dorfschule untergebracht.
1993 wurde im Westen vor dem Dorfe die erste Windkraftanlage im Landkreis Wolfenbüttel in Betrieb genommen, die inzwischen am Ende ihrer Nutzungsperiode abgebaut wurde.
Hachum wird in der Region zu den drei „Bergdörfern“ mit Gilzum und Evessen gezählt. Der Ort weist reizvolle Randlagen auf, die einen Weitblick über die Asse, zum Elm mit seinem Buchenwald, zum Harz mit dem hochragenden Brocken, zu den Salzgitterbergen sowie zu den Städten Wolfenbüttel und Braunschweig ermöglichen. Unter Denkmalschutz steht die Dorfkirche und ein unmittelbar anliegendes Gebäude im Südwesten der Kirche.

## Kommunale Einrichtungen
Hachum verfügt über ein Dorfgemeinschafts- und ein Feuerwehrhaus.

## Söhne und Töchter des Ortes
- Kurt Schrader, Landtagsabgeordneter (CDU) Niedersachsen von 2003 bis 2008